# Indukční lampa

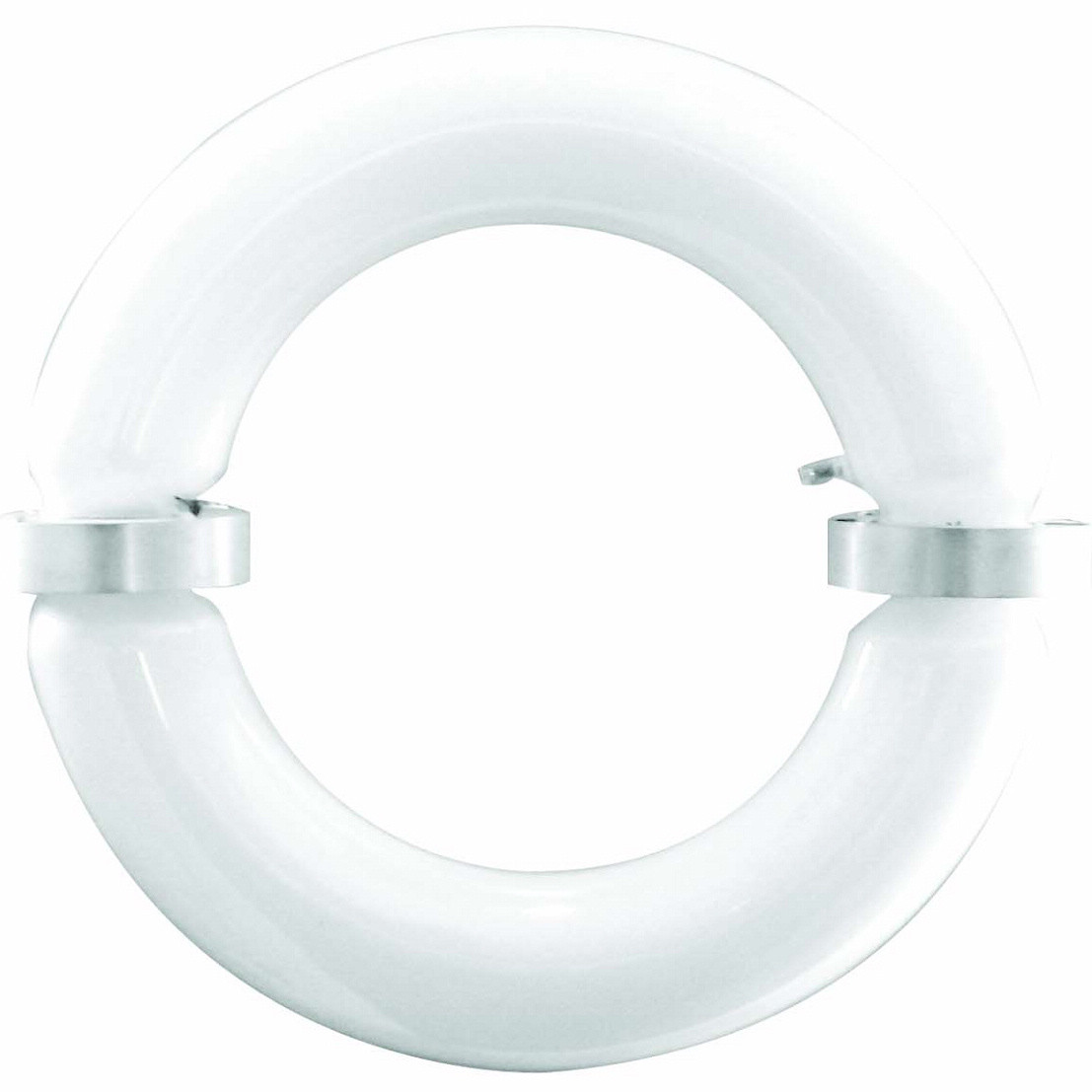
Indukční lampa

Indukční lampa je nesprávný[zdroj⁠?!] název pro indukční výbojku. Jedná se o výbojku, která nemá elektrody v kontaktu s pracovním plynem. K excitaci pracovního plynu se používá vysokofrekvenční elektromagnetické pole. Excitovaný plyn vyzařuje viditelné nebo ultrafialové záření, které je pomocí luminoforu převedeno na viditelné záření.

## Základem funkce jsou
- elektronický předřadník - ten ze vstupního napětí vytvoří vysokofrekvenční signál, obvykle 210 - 230 kHz

- toroidní magnetické cívky - jsou navinuty na feromagnetu, a umístěné na trubici. Vytvoří uvnitř trubice vysokofrekvenční elektromagnetické pole

- nízkotlaká trubice - je naplněna směsí plynů, které jsou excitovány vzniklým elektromagnetickým polem. Tato směs vytvoří ultrafialové záření. Luminofor jej (podobně jako zářivka) transformuje na viditelné záření.

V roce 2011 vyráběné indukční výbojky neobsahovaly toxickou rtuť, pouze neškodný[zdroj⁠?!] amalgám rtuti.

## Efektivita
Měrný světelný výkon dosahuje 96 lm/W.[zdroj⁠?!] Její životnost je až 100 000 hodin.[zdroj⁠?!] Pokles svítivosti indukční výbojky (např. LVD) je v průměru 0,75 % / 2000 hodin.[zdroj⁠?!] Díky těmto vlastnostem se skutečně dá používat až do konce její životnosti. Na konci doby života má pokles 37,5 %[zdroj⁠?!]. Díky tomu je nelze používat až do konce života, protože pokles světelného toku je nesrovnatelně vyšší než např. u zářivek nebo vysokotlakých sodíkových výbojek (10 %). Halogenidová výbojka o příkonu 400 W obsahuje přibližně 60 mg rtuti.[zdroj⁠?!]
Jedná se o světelný zdroj, který nemá praktické uplatnění. Jen vzácně na velmi nepřístupných místech (maják na konci světa apod.),